# Копец, Лукаш Васильевич
Лукаш Васильевич Копец (бел. Лукаш Васілевіч Копаць, пол. Łukasz Wasilewicz Kopeć; ? — 1621) — государственный деятель Великого Княжества Литовского.
Берестейский подкоморий с 1612 года. Берестейский каштелян с 1615 года.

## Семья
Происходит от рода Копец, сын Василия Копца и Полонии Волович, дочери смоленского воеводы Григория Воловича. Братья: Филон, лидский земский маршалок, и Василий, новогрудский каштелян.
Женился 14 февраля 1610 года на Катерине Фирлей, дочери краковского воеводы Николая Фирлея. Сын: Александр, берестейский каштелян.